# Maria Inês Schmidt
Maria Inês Schmidt (Novo Hamburgo, 24 de dezembro de 1949) é uma pesquisadora brasileira, titular da Academia Brasileira de Ciências na área de Ciências da Saúde desde 2008. É professora do Departamento de Medicina Social da Universidade Federal do Rio Grande do Sul. Foi condecorada com a comenda da Ordem Nacional do Mérito Científico.

## Educação e carreira
Maria Inês Schmidt nasceu na cidade de Novo Hamburgo, no Rio Grande do Sul, no ano de 1949; filha de Nadir e Octavio Schmidt. Ficou órfão de pai quando tinha 10 anos. Seu pai faleceu de câncer no esôfago de rápida evolução, aos 34 anos. Esse fato pode ter influenciado sua escolha profissional.
Em 1968, mudou-se para a capital, Porto Alegre, para cursar Medicina, na Santa Casa em Porto Alegre; tendo feito residência de Endocrinologia e se formado em 1973. Em 1976, foi pesquisadora em Pediatria Endocrinológica na Johns Hopkins University e fez seu mestrado e seu doutorado em Epidemiologia na University of North Carolina, nos Estados Unidos.
Em 1975, assumiu o cargo de Professora na Universidade Federal do Rio Grande do Sul e iniciou sua atuação no Programa de Pós-Graduação em Ciências Médica da instituição. Em 2000, Maria Inês foi coordenadora de equipe que conseguiu a implantação do Programa de Pós-Graduação em Epidemiologia da UFRGS. Também é adjunct associate professor da University of North Carolina.
No início dos anos 1990, Maria Inês coordenou o Estudo Brasileiro de Diabetes Gestacional, do Ministério da Saúde. A pesquisa foi realizada em seis capitais e acompanhou 5 mil mulheres em busca de causas e consequências do diabetes gestacional. "Constatou-se que 8% das grávidas com mais de 20 anos sofrem da doença"; e que a hiperglicemia está ligada a complicações na gravidez. No Brasil, as mulheres de baixa estatura e com acúmulo de gordura no tronco são as mais propensas a desenvolver a doença.
Foi coordenadora da Comissão de Epidemiologia, da ABRASCO. Contribuiu para a elaboração de diretrizes clínicas sobre diabetes em âmbito nacionais e internacional, incluindo para a Sociedade Brasileira de Diabetes, o Ministério da Saúde, a Federação Internacional de Diabetes e a Organização Mundial da Saúde.
Atualmente, Maria Inês Schmidt é uma das cientistas mais influentes em painéis internacionais em sua área de atuação.
| “                    | Testemunhei um aumento impressionante de mulheres médicas, e mais recentemente, de pesquisadoras bem-sucedidas na área da saúde no Brasil. Se elas quiserem, podem (e deveriam!) contemplar carreiras acadêmicas nas diversas áreas STEM | ” |
| — Maria Inês Schmidt | |   |

## Vida pessoal
Durante sua pesquisa acadêmica na Johns Hopkins University, Maria Inês Schmidt foi colega de Bruce Duncan. Os dois se casaram em 1979 e mudaram-se para Chapel Hill para os estudos de Doutorado de Maria Inês. Depois disso, mudaram-se para Porto Alegre, onde vivem desde então.
Maria Inês e Bruce têm dois filhos, Michael e Laura.

## Associações
É membro das seguintes instituições:
- Academia Brasileira de Ciências,
- Associação Brasileira de Pós-Graduação em Saúde Coletiva (ABRASCO)
- Federação Internacional de Diabetes,
- International Diabetes Federation (foi presidente do "International Diabetes Epidemiology Study Group" entre 2004 e 2006),
- International Epidemiology Association,
- Sociedade Americana de Diabetes,
- Sociedade Brasileira de Diabetes,
- Sociedade Européia de Diabetes.

## Prêmios
- 2004 - Prêmio Conrado Wessel em Medicina.[2]
- 2003-2004 - Prêmio FCW, na categoria Medicina.[1]
- New Investigator Award, do National Institutes of Health, por sua pesquisa que descreveu o “dawn phenomenon”.[2]